# Christoph Müller-Meinhard
Christoph Joachim Müller-Meinhard (* 29. März 1964 in Cuxhaven) ist ein Konteradmiral der Deutschen Marine und Kommandeur Unterstützung sowie Abteilungsleiter Einsatzunterstützung im Marinekommando in Rostock.

## Militärische Laufbahn

### Ausbildung und erste Verwendungen
Müller-Meinhard trat 1984 in die Bundesmarine ein. Als Offizieranwärter der Crew VII/84 begann er seine Ausbildung zum Marineoffizier. Von 1985 bis 1988 schloss sich ein Studium der Wirtschafts- und Organisationswissenschaften an der Universität der Bundeswehr Hamburg an. Es folgten Ausbildung und Einsatz im Bereich der Zerstörerflottille. 1990 war Müller-Meinhard Decksoffizier der Fregatte Köln. Nach dem B-Lehrgang (Operation) hatte er 1992 bis 1996 diverse Verwendungen auf den Fregatten Lübeck (Oktober 1992 bis September 1993 1. Führungs- und Waffeneinsatzoffizier), Rheinland-Pfalz (April 1994 bis März 1995 Nautischer Offizier) und Bayern (Juli 1995 bis Juni 1996 1. Schiffseinsatzoffizier). Von 1996 bis 1998 nahm Müller-Meinhard am Admiralstabsdienstlehrgang an der Führungsakademie der Bundeswehr in Hamburg teil.

### Dienst als Stabsoffizier
Von 1998 bis 2001 diente Müller-Meinhard als Stellvertretender Marineattaché an der Deutschen Botschaft in London. Anschließend übernahm er den Dienstposten des Ersten Offiziers auf der Fregatte Lübeck. Von 2003 bis 2005 schloss sich eine Verwendung als Referent im Bundesministerium der Verteidigung (Führungsstab der Marine) in Bonn an. In der nächsten Funktion übernahm er von 2005 bis 2007 die Fregatte Niedersachsen als Kommandant. Anschließend war er Referent im Planungsstab des Bundesministeriums der Verteidigung im für Personal, Ausbildung und Innere Führung zuständigen Arbeitsbereich. 2009 wurde Müller-Meinhard Kommandeur des 4. Fregattengeschwaders.

### Dienst als Admiral
Im März 2015 wurde Müller-Meinhard Kommandeur der Einsatzflottille 2 in Wilhelmshaven. Auf diesem Dienstposten erhielt er auch die Beförderung zum Flottillenadmiral. Von Juli 2015 bis Januar 2016 war er im Auslandseinsatz als Deputy Operation Commander der EU Naval Force Somalia (Operation Atalanta.) Den Dienstposten als Kommandeur der Einsatzflottille 2 übergab er am 29. Juni 2018 an Kapitän zur See Ralf Kuchler. Müller-Meinhard selbst wurde zum 1. Juni 2018, als Nachfolger von Brigadegeneral Jörg Lebert, Unterabteilungsleiter Haushalt und Controlling II im Bundesministerium der Verteidigung mit Dienstort Bonn. Zum 1. Oktober 2020 wurde Müller-Meinhard Nachfolger von Konteradmiral Frank Martin Lenski als Kommandeur Unterstützung und Abteilungsleiter Einsatzunterstützung im Marinekommando in Rostock. Auf diesem Dienstposten wurde er auch selbst zum Konteradmiral befördert.

## Privates
Müller-Meinhard ist verheiratet und hat drei Kinder.